# Anneke van Giersbergen
Anneke van Giersbergen, född 8 mars 1973, är en nederländsk musiker. Hon har tidigare varit sångerska för det nederländska bandet The Gathering, men sedan 2007 har hon fortsatt med en solokarriär. 
Inledningsvis släppte hon tre album som Agua de Annique, och sedan fortsatte i eget namn. Hon har samarbetat med flera artister och band som Devin Townsend, Timo Tolkki, Amorphis, Napalm Death, Árstíðir och Anathema, och medverkat i projekt som Ayreon och The Gentle Storm.

## Diskografi

### Album
Som Agua de Annique
- 2007 – Air
- 2009 – Pure Air
- 2009 – In Your Room

Som Anneke van Giersbergen
- 2012 – Everything is Changing
- 2013 – Drive
- 2021 – The Darkest Skies Are the Brightest

Samarbeten
- 2009 – In Parallel (med Daniel Cavanagh)
- 2011 – De Beer Die Geen Beer Was (med Martijn Bosman)
- 2016 – Verloren Verleden (med Árstíðir)

Livealbum
- 2010 – Live in Europe
- 2018 – Symphonized

### Singlar
- 2007 – "Day After Yesterday" (från Air)
- 2008 – "Come Wander with Me" (från Pure Air)
- 2009 – "Hey Okay!" (från In Your Room)
- 2009 – "Hey Okay!" (akustisk version, från In Your Room)
- 2010 – "Sunny Side Up" (från In Your Room)
- 2011 – "Feel Alive" (från Everything Is Changing)
- 2011 – "Circles" (från Everything Is Changing)